# Nezouh (film)

Nezouh est un film syrien réalisé par Soudade Kaadan en 2022 et sorti en France en 2023.

## Synopsis
À Damas, au cœur du conflit syrien la jeune Zeina, 14 ans, et ses parents Motaz et Hala, sont parmi les derniers à demeurer dans leur quartier en ruine. Leur immeuble tient encore et Motaz, qui ne veut pas devenir un réfugié, refuse obstinément de quitter les lieux, au grand dam de son épouse. Un jour, un obus fait un grand trou dans le plafond de l'appartement. Zeina, qui ne peut s'échapper physiquement, s'envole en imagination par cette ouverture inattendue.

## Fiche technique
- Titre : Nezouh
- Réalisation et scénario : Soudade Kaadan
- Musique : Rob Lane et Rob Manning
- Décors : Osman özcan
- Costumes : Selin Sozen
- Photographie : Hélène Louvart et Burak Karbir
- Son : Serter Alkaya
- Montage : Soudade Kaadan et Nelly Quettier
- Production : Soudade Kaadan, Yu-Fai Suen, Marc Bordure
- Sociétés de production : Berkeley Media Group, Kaf Productions, Ex Nihilo
- Société de distribution en France : Pyramide Distribution
- Pays :  Syrie,  France, Modèle:Royaume Uni,  Qatar
- Format : DCP, Couleurs, 2,35:1
- Genre : Drame
- Durée : 103 min
- Date de sortie en France : 21 juin 2023
- Classification France : tous publics lors de sa sortie

## Distribution
- Hala Zein : Zeina
- Kinda Allouh : Hala, la mère de Zeina
- Samer El Masri : Motaz, le père de Zeina
- Nizar Alani : Amer, l'ami de Zeina
- Darina Al Joundi : la femme en noir
- Nabil Abousalih : Abu Muthher
- Samer Seyyid Ali : Abu El Sheeb

## Distinctions
- Prix du public et Prix Lanterna Magica à la Mostra de Venise 2022